# Oenopota graphica
Oenopota graphica é uma espécie de gastrópode do gênero Oenopota, pertencente a família Mangeliidae.

## Distribuição
Esta espécie ocorre em águas europeias ao longo das Ilhas Britânicas.